# Großsteingräber von Rohstorf
Die Großsteingräber von Rohstorf sind eine Gruppe von fünf megalithischen Grabanlagen der jungsteinzeitlichen Trichterbecherkultur (TBK) bei Rohstorf, einem Ortsteil der Gemeinde Vastorf im Landkreis Lüneburg in Niedersachsen. Sie entstanden zwischen 3500 und 2800 v. Chr.

## Lage
Die fünf Großsteingräber befinden sich in einem Waldstück südlich von Rohstorf zwischen dem Vastorfer Ortsteil Gifkendorf und Aljarn (einem Ortsteil von Altenmedingen), 500 m nordöstlich des kleinen Forstorts Scharnhop, beiderseits des nach Nordosten führenden Waldweges.
Zwischen den Großsteingräbern liegen noch einige Grabhügel. Etwa 500 Meter nördlich der Steingräber wurde um 1887 ein großes eisenzeitliches Urnengräberfeld ausgegraben.

## Beschreibung

### Großsteingrab Rohstorf 1

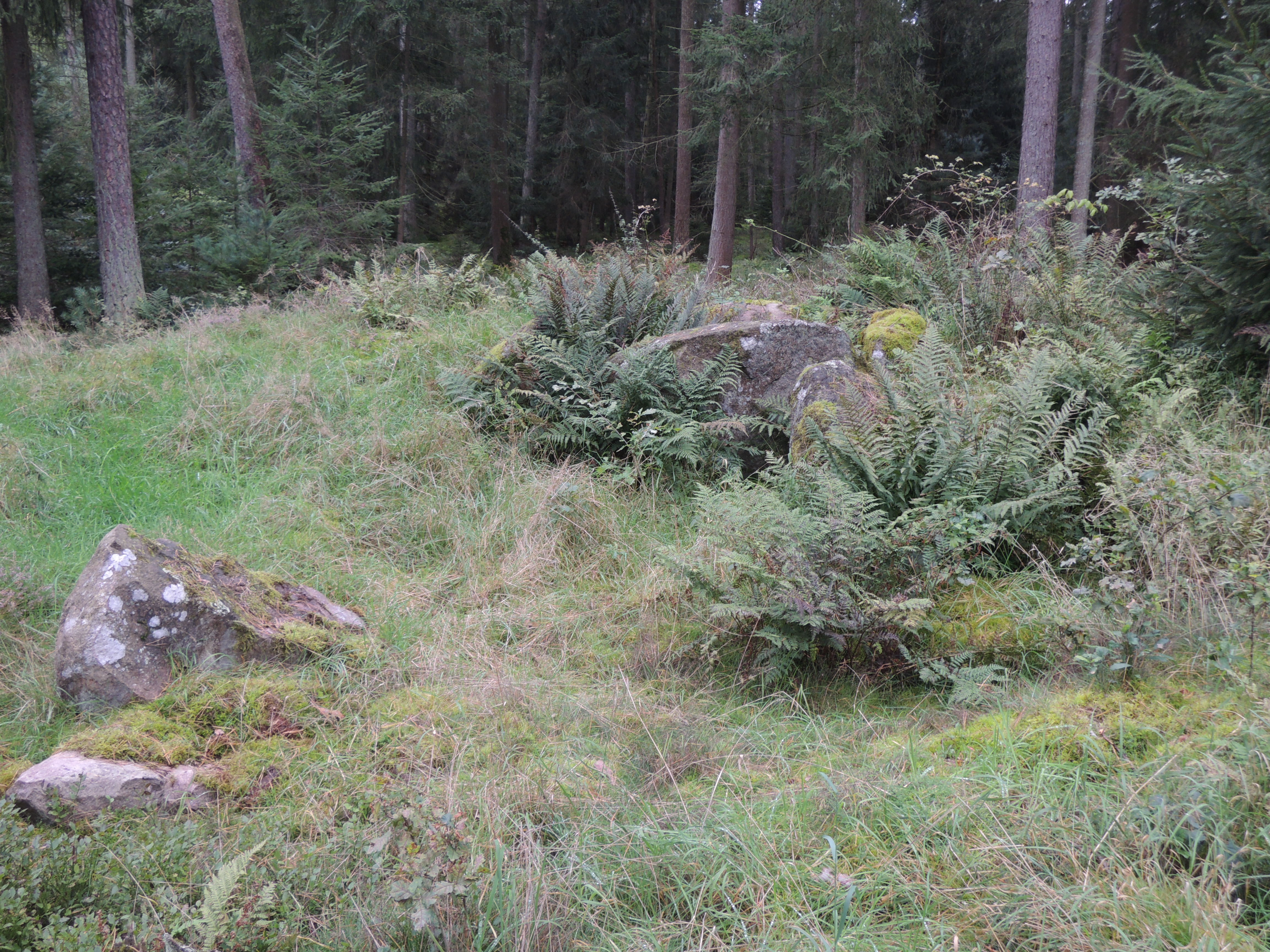
Großsteingrab Rohstorf 1

Das Großsteingrab mit der Sprockhoff-Nr. 699 liegt etwa 100 m westnordwestlich von Grab 2 im dichten Wald. Es handelt sich um den ansehnlichen Rest einer langen Kammer in einem unregelmäßig ovalen Hügel von 12 × 17 m2. Insgesamt sind 13 Tragsteine, teilweise umgefallen oder gesprengt, und zwei in die Kammer gestürzte Decksteine erhalten. An mehreren Stellen sind Spuren einer beabsichtigten, aber nicht ausgeführten Sprengung der Steine in Form von Sprenglöchern zu beobachten. Ernst Sprockhoff vermutete eine Kammer mit acht Decksteinen, also hier eher ein Ganggrab als ein Großdolmen.
Bei einer Nachuntersuchung in den 1970er Jahren wurden in der Kammer dieses Grabes mittelalterliche Keramikscherben gefunden, die allerdings keinen ausreichenden Beleg darstellen, dass auch diese Anlage für Nachbestattungen genutzt wurde.

### Großsteingrab Rohstorf 2

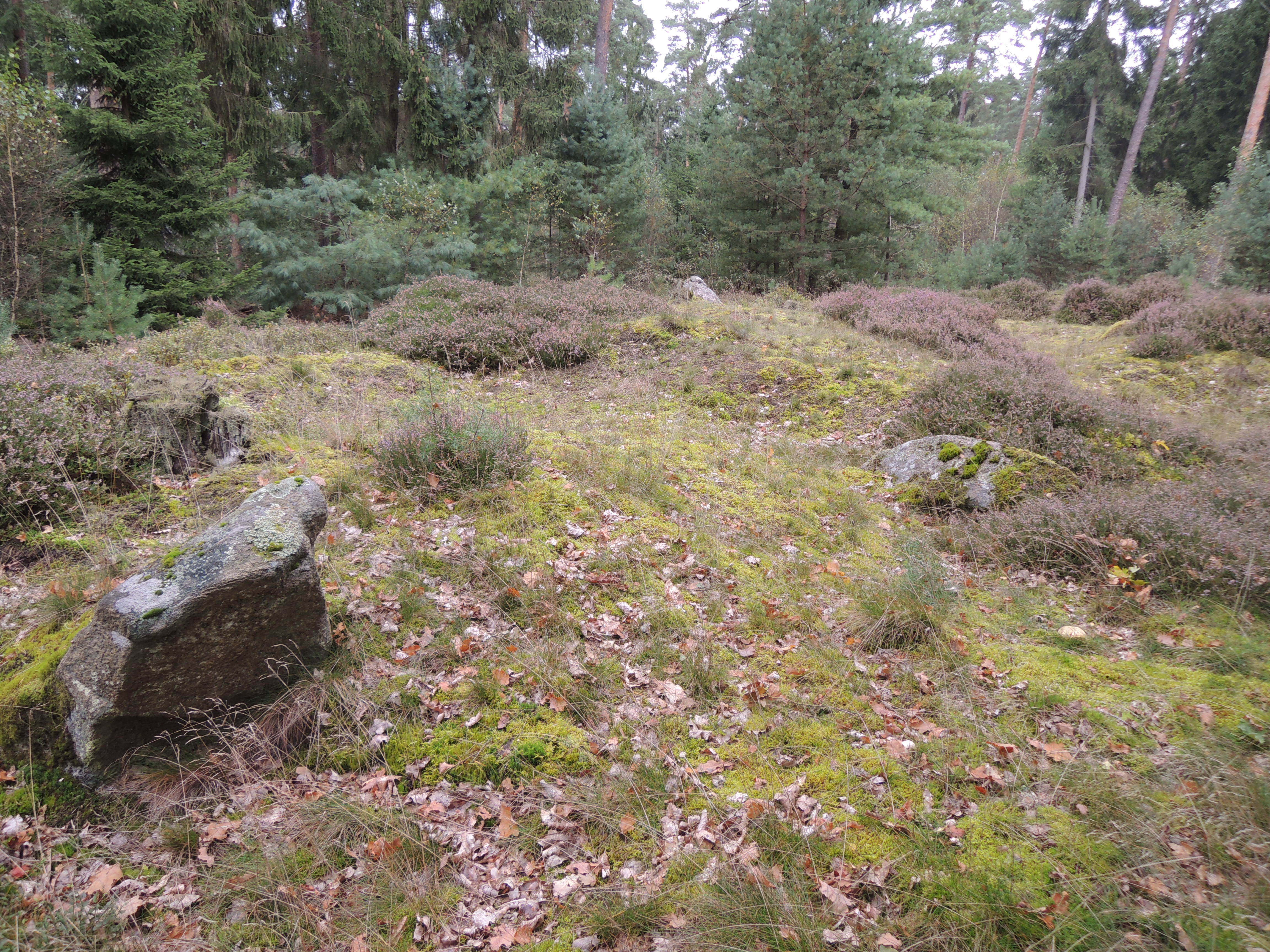
Großsteingrab Rohstorf 2

Etwa 100 m ostsüdöstlich liegt wenige Meter westlich des Waldwegs das Hünenbett des Grabes 2 mit der Sprockhoff-Nr. 700. Sein Erddamm ist auf 40 m Länge gut feststellbar, sein Nordostende jedoch ist unsicher. Von den Einfassungssteinen sind nur Reste vorhanden. Eventuell hat sich nahe dem Südwestende eine Kammer befunden, genaueres ist aber nicht festzustellen.
Bei einer archäologischen Untersuchung im Jahr 1887 wurden im Erddamm des Hünenbetts drei Nachbestattungen gefunden, die wahrscheinlich ins Mittelalter datieren.

### Großsteingrab Rohstorf 3

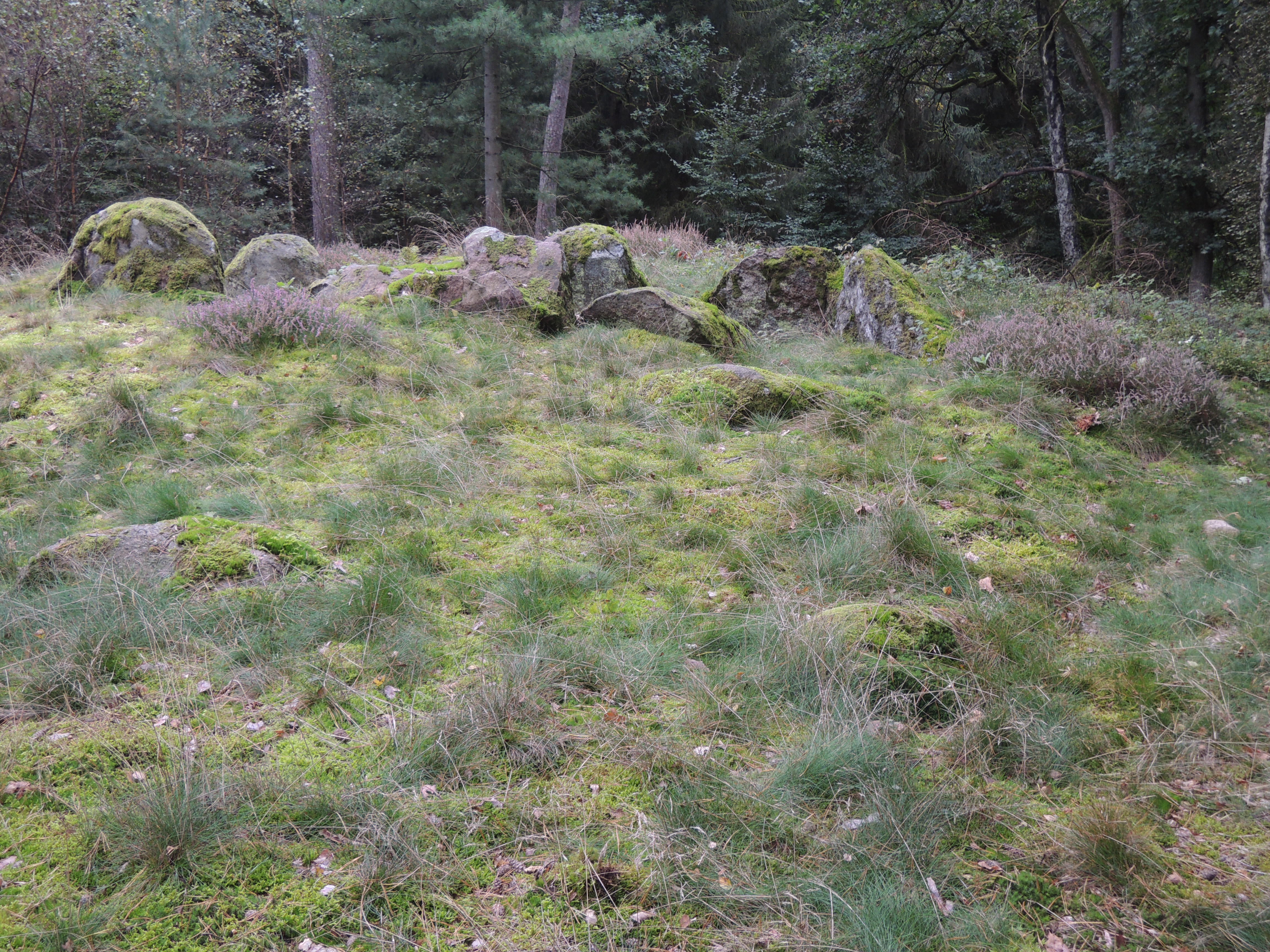
Großsteingrab Rohstorf 3

Jenseits des Weges liegt etwa 100 m südsüdwestlich der Rest einer Steinkammer mit der Sprockhoff-Nr. 701 in einem ovalen Rollsteinhügel von 10 bis 12 m Durchmesser. Von der stark zerstörten Kammer befinden sich vielleicht noch der nördliche Schlussstein und fünf Tragsteine in situ. Ein Deckstein ist in die Kammer verstürzt, ein Decksteinbruchstück ist noch vorhanden. E. Sprockhoff vermutete eine Kammer mit vier Decksteinen, also ein Ganggrab oder einen Großdolmen.

### Großsteingrab Rohstorf 4

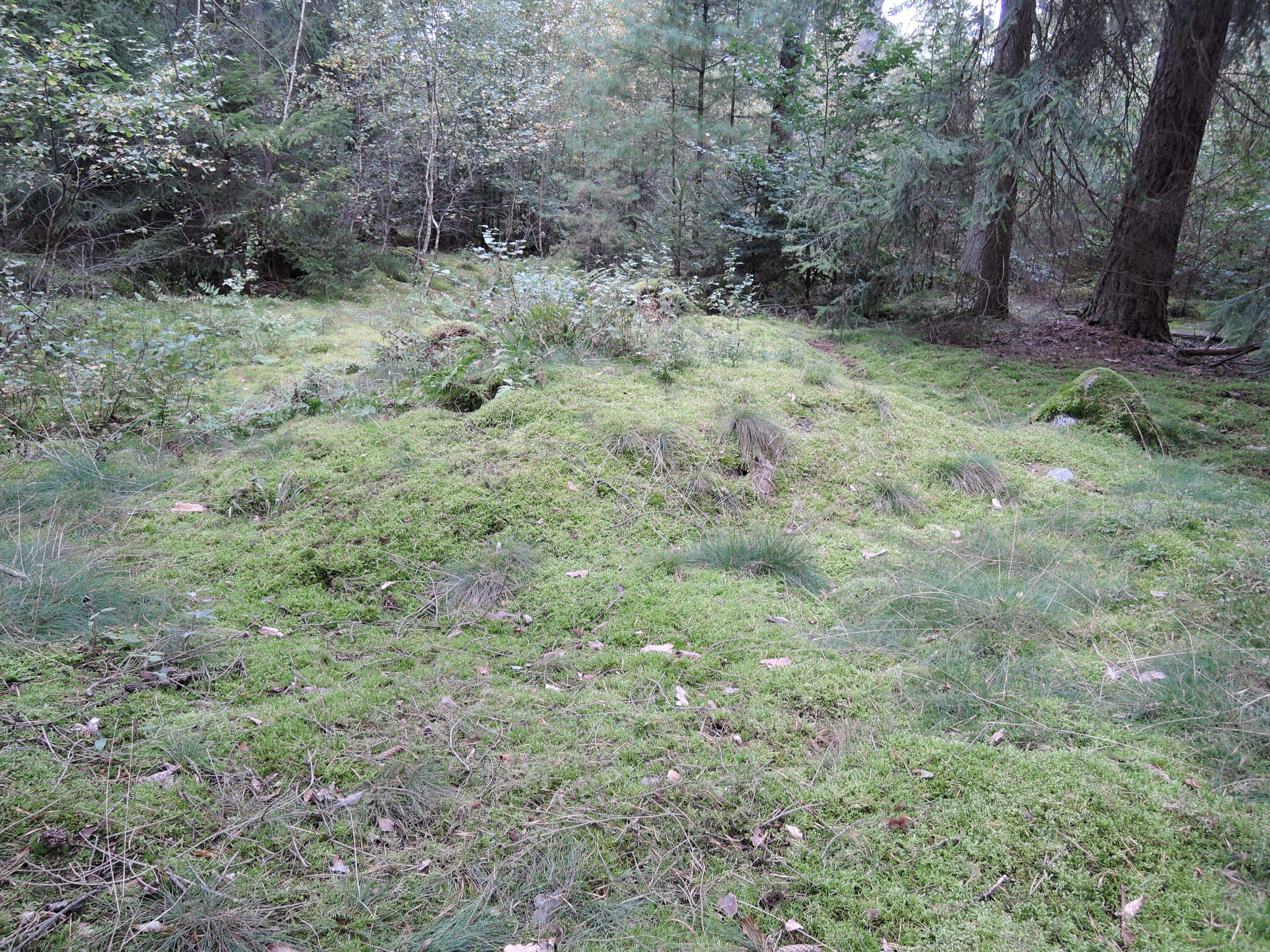
Großsteingrab Rohstorf 4

Grab 4 befindet sich nördlich des Weges etwa 50 m nördlich von Grab 3. Zu erkennen sind unregelmäßige Reste einer länglichen Hügelschüttung unbekannter Größe und Orientierung. Aus dem mit Moos und Gras bewachsenen Boden ragt ein einzelner Findling heraus, weitere lassen sich ertasten.

### Großsteingrab Rohstorf 5

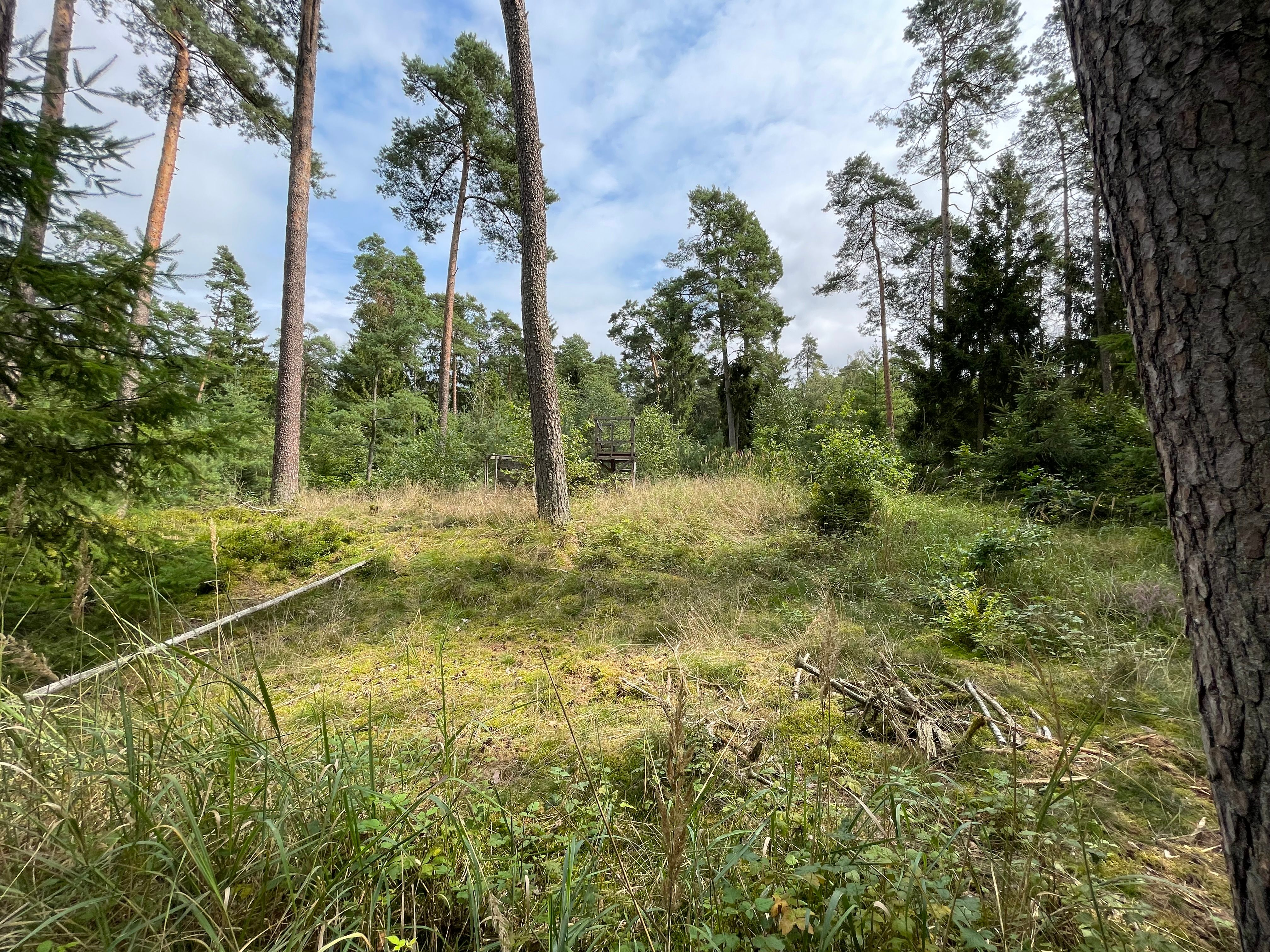
Großsteingrab Rohstorf 5

Grab 5 befindet sich etwa 50 m nordnordwestlich von Grab 2. Es besitzt eine nord-südlich orientierte Hügelschüttung unregelmäßiger Form mit einer Länge zwischen 17,5 m und 22,0 m, einer Breite von etwa 18,5 m sowie einer erhaltenen Höhe von etwa 1 m. Es sind noch mehrere große Steine vorhanden, die teilweise noch in situ stehen und wohl zur Grabkammer gehören. Eine flache Mulde auf der Kuppe der Hügelschüttung lässt auf eine Grabkammer mittlerer Größe schließen.